# Atemzentrum
Als Atemzentrum werden vereinfachend mehrere verschiedene Gruppen zentraler Neuronen funktionell zusammengefasst, die überwiegend im verlängerten Mark (Medulla oblongata) liegen und gemeinsam den rhythmischen Wechsel von Ein- und Ausatmung unbewusst regeln.
Nodus vitalis oder Lebensknoten sind frühere Bezeichnungen für den nicht scharf abgrenzbaren Verband respiratorisch wirksamer Nervenzellen im unteren Hirnstamm.

## Respiratorische Neuronengruppen
Die Atmung wird zentral gesteuert im Wechselspiel verschiedener miteinander verschalteter Neuronengruppen. Dabei hemmen sich einige auch wechselseitig, sodass es durch abwechselnde Aktivität von inspiratorisch oder von exspiratorisch wirksamen Neuronen zur alternierenden Tätigkeit von Atemmuskeln kommt, für die Phase der Einatmung oder die der Ausatmung. Denn von den gegenseitig verbundenen Neuronen(gruppen) gehen auch Faserzüge aus, die im Rückenmark absteigen und Einfluss nehmen auf jene Motoneuronen in Hals- und Brustmark, welche die unterschiedlichen Atemmuskeln innervieren.
Die meisten dieser Nervenzellen liegen eingebettet in die Formatio reticularis des Hirnstamms, teilweise in räumlich abgrenzbaren Kerngebieten. Unterschieden wird im Markhirn eine dorsale respiratorische Gruppe (DRG) im Bereich des Nucleus tractus solitarii mit (primär) inspiratorischen Neuronen und eine ventrale respiratorische Gruppe (VRG) in der Umgebung des Nucleus ambiguus mit exspiratorischen und (sekundär) inspiratorischen Neuronen. Neben diesen finden sich weitere respiratorische Neuronen im verlängerten Mark (kaudal vom Austritt des IX. Hirnnerven Nervus glossopharyngeus), sowie exspiratorische in den beiden oberen Rückenmarkssegmenten (C1 und C2 des Halsmarks).
Morphologisch sind die einzelnen Gebiete oft nicht eindeutig abgrenzbar, sie stellen vielmehr funktionelle Einheiten dar. Ein Teil der Nervenzellen fördert die Einatmung (inspiratorisch), ein anderer die Ausatmung (exspiratorisch), ein weiterer die Pause nach dem Einatmen (postinspiratorisch). Ihr wechselseitiges Zusammenspiel erst generiert den Rhythmus der Atmung.

## Funktion
Die Aufgabe des Atemzentrums besteht darin, für eine regelmäßige, geordnet ablaufende Ein- und Ausatmung zu sorgen und die Atemfrequenz und -tiefe dem aktuellen Bedarf des Organismus anzupassen.
Obwohl die Atmung ein rhythmischer Vorgang ist, gibt es im Atemzentrum keine Nervenzellen, die zu einer autonomen Rhythmusbildung in der Lage sind. Stattdessen werden zunächst durch Afferenzen aus der Formatio reticularis die inspiratorischen Neurone aktiviert, die über Efferenzen zur inspiratorischen Atemmuskulatur für die Einatmung sorgen. Gleichzeitig werden die exspiratorischen Neurone gehemmt, sodass über deren Efferenzen nicht gleichzeitig die exspiratorische Atemmuskulatur aktiviert wird.
Über einen noch nicht abschließend geklärten Mechanismus, an dem vermutlich auch Afferenzen aus Dehnungsrezeptoren der Lunge beteiligt sind, wird anschließend die Aktivierung der inspiratorischen Zellen zurückgefahren und die exspiratorischen Zellen zunehmend aktiviert. In der Ruheatmung kommt es zunächst zu einer Postinspirationsphase, in der die Atemmuskulatur inaktiv ist und durch passive Rückstellkräfte der gefüllten Lunge und des Thorax die Ausatmung erfolgt. Bei vertiefter Atmung wird zusätzlich über die exspiratorischen Neurone die exspiratorischen Atemmuskulatur aktiv ausgeatmet.
Die den Rhythmus generierenden Zellen des Atemzentrums werden auch als Prä-Bötzinger-Komplex bezeichnet. Eine weitere Besonderheit sind chemosensible Nervenzellen, die sogenannten zentralen Chemorezeptoren, die auf einen Abfall des Liquor-pH-Wertes reagieren, der durch einen Anstieg der Kohlenstoffdioxidkonzentration im Blut hervorgerufen wird.

### Nervale und hormonelle Anpassung der Atmungstätigkeit
Eine Form der Atemanpassung ist der sogenannte Hering-Breuer-Reflex, bei dem über Afferenzen von Dehnungsrezeptoren der Lunge eine übermäßige Dehnung verhindert wird. Ein ähnlicher Reflex ist der Head-Reflex: Bei einer übermäßigen Volumenabnahme der Lunge werden die Irritant-Rezeptoren des Bronchialbaumes aktiv und sorgen im Atemzentrum für eine Aktivierung der inspiratorischen Neurone.
Der einfachste Mechanismus zur Atemsteigerung an Belastung ist die nervale Aktivierung des Atemantriebs im Atemzentrum durch Stimulation aus der Großhirnrinde, des limbischen Systems und des Hypothalamus, also aus Zentren des Zentralnervensystems, die bei Belastung aktiv werden. Auch über die Peripherie kann eine Aktivierung erfolgen, nämlich über Propriozeptoren der Muskulatur und durch Schmerzrezeptoren. Hormonell erfolgt eine Aktivierung des Atemantriebs durch Adrenalin, Schilddrüsenhormone und Steroidhormone. Hemmend auf die Atmung wirkt eine Aktivierung der Pressorezeptoren.

### Steuerung der Atmung über Chemorezeptoren
Eine wichtige Afferenz zum Atemzentrum stellen die Chemorezeptoren dar, die Informationen über die Partialdrücke von Sauerstoff und Kohlenstoffdioxid sowie über den pH-Wert des Blutes liefern. Den stärksten Atemantrieb liefert dabei der Anstieg des Blutgehaltes von Kohlenstoffdioxid, schwächere Antriebseffekte haben ein Abfall des Sauerstoffgehalts und ein Abfall des pH-Wertes.

## Pathologische Zustände des Atemzentrums
Bei Störungen oder Schädigungen des Atemzentrums und damit der zentralen Atmungsregulation, etwa durch Vergiftungen oder Schlaganfälle, kann es zu pathologischen Atmungsformen kommen.

## Geschichte
Entdeckt wurde das Atemzentrum im Jahr 1811 von Julien Jean Legallois (1770–1840).